# هاردي كروس
هاردي كروس (بالإنجليزية: Hardy Cross) (1885–1959) مهندس إنشائي أمريكي ومُطور لطريقة توزيع العزوم التي تُستخدم في التحليل الإنشائي للمنشأت الغير محددة إستاتيكيا من عام 1935 إلى 1960 حتى أُلغيت بالتدريج نتيجة إستحداث طرق تحليل إنشائي جديدة.

## حياته
كان كروس ابن لتوماس هاردي كروس وزوجته إلينور إليزابيث رايت وله أخ أكبر منه، طوم بييت كروس، الذي أصبح بحث في درسات مجموعة من اللغات الهندية الأوروبية لا تزال حية في أيرلندا وويلز. درس كليهما في أكاديمية نورفولك. حصل على بكالوريوس في الهندسة المدنية من معهد ماساتشوستس للتكنولوجيا في 1908، ثم التحق بقِسم الكباري التابع لسكك حديد ميزوري الهادئة في سانت لويس (ميزوري) لمدة عام كامل، لكن عاد مرة أخرى إلى أكاديمية نورفولك في 1909. بعد عام من دراسات العليا في جامعة هارفارد، حصل على درجة الماجستير في 1911. طُور هاردي كروس طريقة توزيع العزوم عندما كان في جامعة هارفارد.

## تدرج مهني
أصبح كروس بعد ذلك مُدرس مُساعد في قِسم الهندسة المدنية بجامعة براون، حيث دْرس لمدة سبع سنوات. بعد عودته إلى ممارسة الهندسة، قَبل وظيفة بروفيسور في الهندسة الإنشائية بجامعة إلينوي في إربانا-شامبين، في 1921. ترك كروس جامعة إلينوي في 1937 ليصبح رئيس قِسم الهندسة المدنية بجامعة ييل، ثم تقاعد عن العمل في 1953.
طريقة توزيع العزوم لهاردي كروس لم تعد مستخدمة الآن نتيجة استخدام المهندسين للحاسوب الذي يحل المنشات الغير محددة إستاتيكياً بطريقة الصلابة المباشرة أو طريقة العناصر المنتهية.
هاردي أيضاً معروف نمذجة سريانات شبكات المياه العذبة المُعقدة. حتى عُقود قليلة كانت تُستخدم نمذجته هذة بِكثرة.
حصل كروس علي العديد من الأوسمة والتكريمات، منضمنها:
- دكتوراه فخرية في الآداب من جامعة ييل.
- ميدالية لام من معهد الأمريكي للهندسة في 1944.
- ميدالية واسن لأكثر ورقة بحثية جديرة بالتقدير من المعهد الأمريكي للخرسانة في 1935.[4]
- الميدالية الذهبية من معهد المهندسون الإنشائيون في بريطانيا عام 1959.

## روابط خارجية
- هاردي كروس على موقع الموسوعة البريطانية (الإنجليزية)